# Rastafari

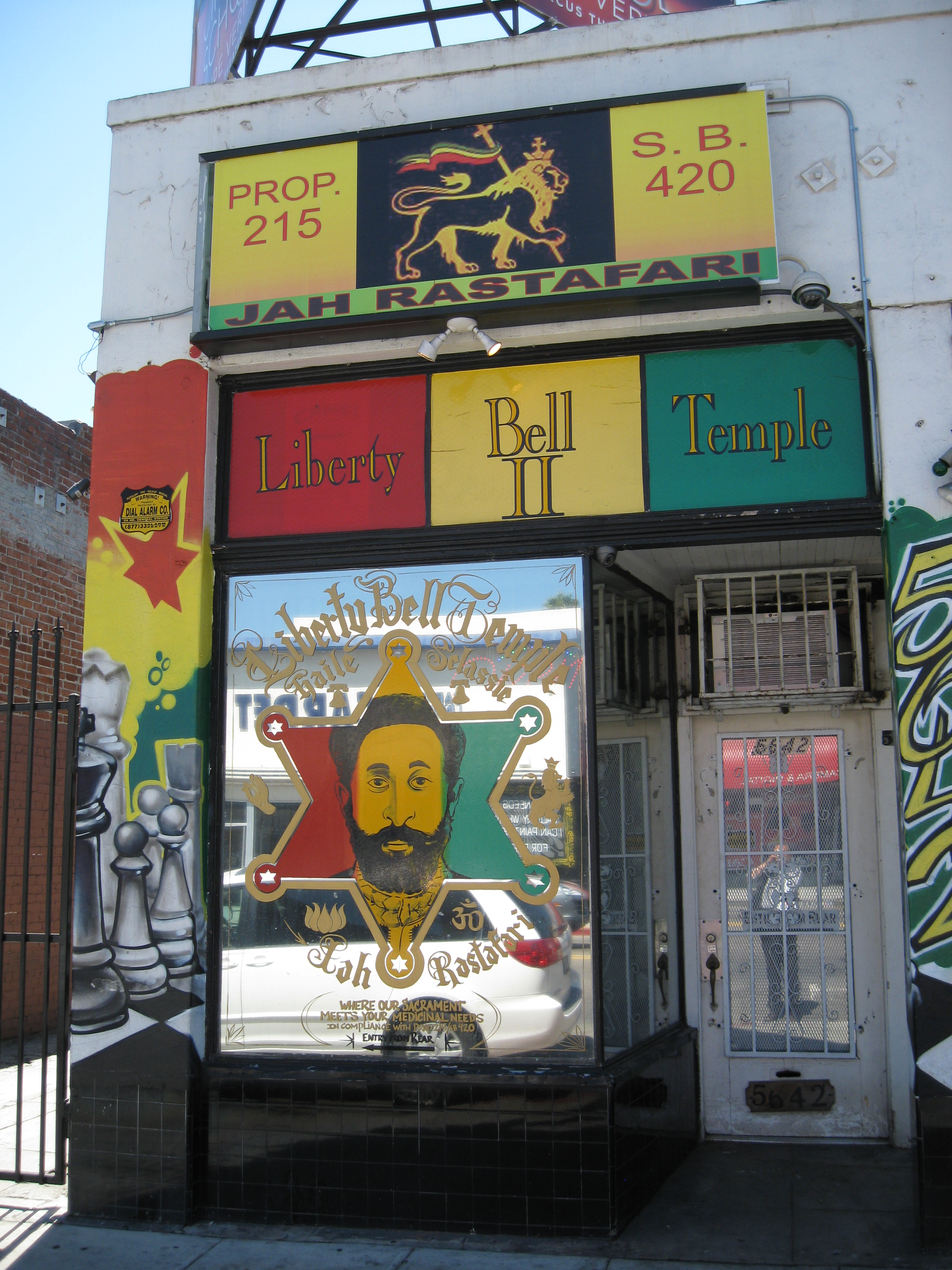
Rastafaritempel in Los Angeles (Liberty Bell Tempel)

Rastafari, häufig kurz Rasta; auch Rastafarianismus, ist eine in Jamaika in den 1930er Jahren entstandene, weltweit verbreitete politisch-religiöse Sekte und Subkultur, die christlich beeinflusst ist und viele alttestamentliche Bezüge aufweist. Die Bewegung lehrt die Befreiung der Schwarzen und die Göttlichkeit des äthiopischen Kaisers Haile Selassie (1892–1975). Zum Rastafari gehören das Rauchen von Marihuana (ganja), die Ablehnung der westlichen Industriegesellschaft (Babylon-System), die Einhaltung religiöser Ernährungsvorschriften und das Tragen ungekämmter Bärte und Haare (Rastalocken).

## Etymologie

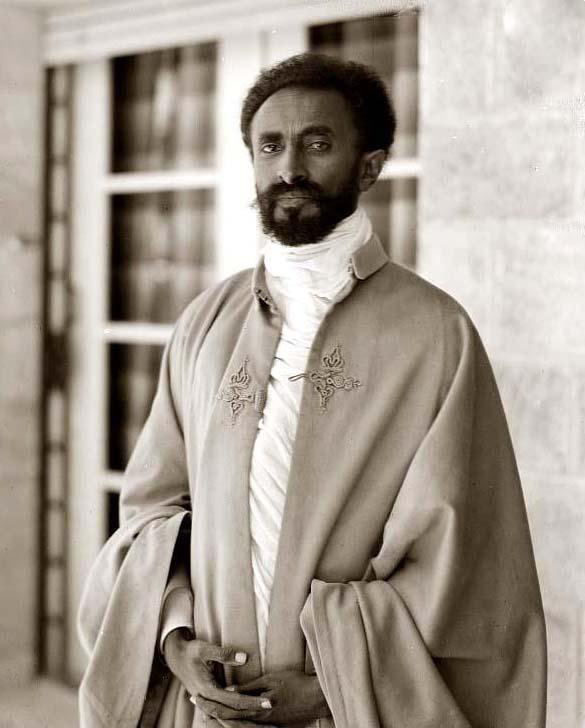
Haile Selassie (1930er Jahre)

Rastafari leitet sich von amharisch Ras (Kopf, Fürst) und Tafari (Der Furchterregende) ab. Haile Selassie bedeutet amharisch „Die Macht der Dreifaltigkeit“. Beide sind Namen des äthiopischen Kaisers Haile Selassie, den die Rastafaris verehren.

## Bewegung

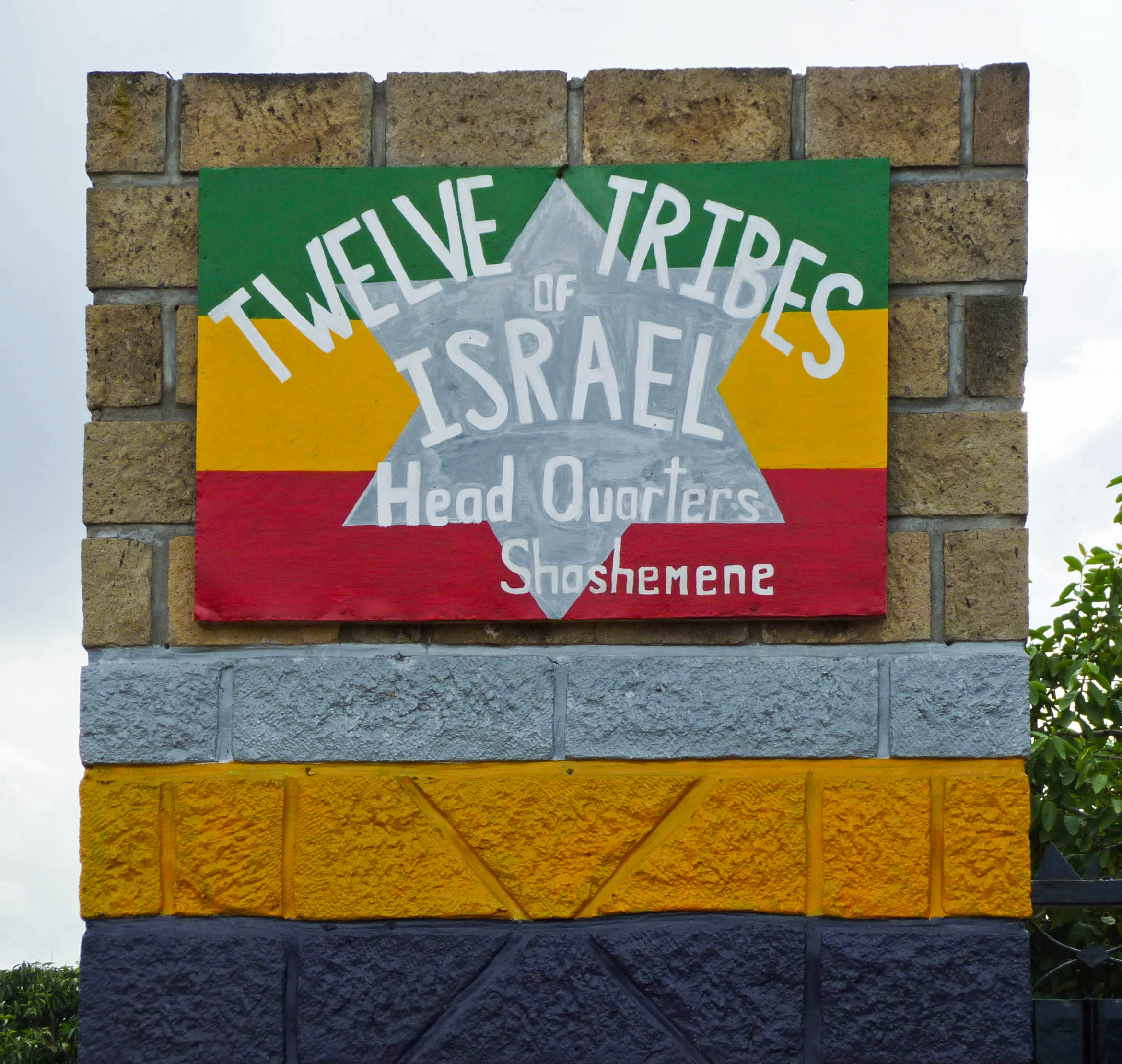
Hauptquartier der Twelve Tribes of Israel in Shashemene

Die Rastafari sind eine millenialistische Erweckungsbewegung und soziale Bewegung. Gemäß ihrer Doktrin aus 1953 sind ihre Glaubensgrundsätze: 1) Schwarze wurden wegen ihrer Sünden und Verfehlungen nach Westindien verbannt; 2) Weiße sind Schwarzen unterlegen; 3) die Lage in Jamaika ist hoffnungslos; 4) Äthiopien ist der Himmel; 5) Haile Selassie ist der lebendige Gott; 6) der Kaiser von Abessinien wird die ausgebürgerten schwarzen Afrikaner in ihre Heimat zurückholen; 7) Schwarze werden sich bald an Weißen rächen und sie zur Unterordnung zwingen. Nicht alle Rastafarianer unterstützen jeden dieser Punkte, und sie werden individuell unterschiedlich gewichtet.
Seit Anfang des 20. Jahrhunderts identifizierten sich viele Jamaikaner mit Äthiopien, welches in der Bibel gepriesen wurde. Ein Beispiel dafür ist Psalm 68:31, „Fürsten werden Ägypten verlassen; Äthiopien wird bald seine Hände zu Gott ausstrecken“. Zwischen 1904 und 1927 verbreitete sich über Bücher und Zeitschriften aus Jamaika und den USA der Äthiopismus in Jamaika. Der nach der Krönung Haile Selassies 1930 begründete Rastafarianismus wurde anfangs polizeilich unterdrückt und war am jamaikanischen Arbeiteraufstand 1938 beteiligt.
In den 1950er Jahren grenzte sich der Rastafarianismus vom Revivalismus ab, welcher mehr auf die individuelle Heilssuche ausgerichtet war. Bei rituellen Zusammenkünften wurden Bibelstellen vorgelesen und Hymnen gesungen, auf revivalistische Praktiken wie Trommeln, Tanz und Besessenheit wurde verzichtet. Dreadlocks und Ganja hatten früher einen geringeren Stellenwert als heute. Rastafarianer wandten sich gegen das Establishment und waren hinsichtlich der Rassentheorie verbittert.
Mitte der 1950er traten viele Revivalisten zum Rastafarianismus über. Die Bewegung wuchs zwischen 1960 und 1985 stetig und umfasste Personen aus allen Gesellschaftsschichten. Militante Rastafari-Fraktionen betonten die Notwendigkeit, Veränderungen in Jamaika selbst zu bewirken, anstatt auf Haile Selassie oder seinen Geist zu hoffen. Im Zuge der Verbreitung der Reggae-, Ragga- und Dancehall-Musik sank die Bedeutung einer Rückkehr nach Afrika, welche von Black Power und dem Panafrikanismus verdrängt wurde.
In Zusammenhang mit der Gründung der Rastafari-Bewegung in Jamaika steht Marcus Garvey, der Gründer der Back-to-Africa-Bewegung. Garvey sagte in den 1920er Jahren die Krönung eines mächtigen schwarzen Königs in Afrika voraus. Damals war Jamaika noch eine britische Kolonie und der britische König George V. hatte ein hohes Ansehen unter den Jamaikanern, was Schwarzenaktivisten als Teil des Problems ansahen. Die Krönung Haile Selassies (amharisch für „Macht der Dreifaltigkeit“) zum Kaiser von Abessinien im Jahr 1930 wurde als Erfüllung dieser Prophezeiung gewertet, auch wenn er selbst stets abgelehnt hat, der Messias zu sein.
Einige Rastafaris ließen später die Idee von der Göttlichkeit Haile Selassies fallen und wandten sich der christlichen Äthiopisch-Orthodoxen Tewahedo-Kirche zu.
Unter den Rastafaris gibt es verschiedene Strömungen, von denen sich manche zu sogenannten „Houses“ zusammengeschlossen haben, z. B. Nyahbinghi, Bobo Ashanti oder die Zwölf Stämme (Twelve Tribes of Israel, 1968 gegründet von Vernon Carrington).
Heute bekennen sich etwa 24.000 der drei Millionen Jamaikaner zum Rastafari-Glauben. Weltweit gab es im Jahr 2007 etwa 600.000 Rastafaris. Der Sondergruppe der „Freeminds/House of Nyabinghi“ wurden 2009 zwischen 500 und 2000 Anhänger zugerechnet, und 170 Personen gehörten 2003 den „Twelve Tribes of Israel“ an.

## Symbole

Äthiopische Flagge zur Zeit Haile Selassies

Die Farben der Rastafari-Bewegung sind Rot, Gold (bzw. Gelb) und Grün, die Farben der äthiopischen Nationalflagge in umgekehrter Reihenfolge.
Sie haben für die Rastas symbolische Bedeutungen:
- Rot für das Blut der Märtyrer
- Gold für den Reichtum Afrikas
- Grün für die Vegetation Äthiopiens und die Hoffnung auf Rückkehr[5]

Eine zusätzliche Symbolik erhalten die Farben durch ihre Verwendung als panafrikanische Farben seit der zweiten Hälfte des 20. Jahrhunderts.
Ebenfalls verwendet wird das Wappen der äthiopischen Monarchie, der Löwe Judas.

## Heilige Schriften
Wichtigste Quelle der Rastafari-Bewegung sind verschiedene Abschnitte der christlichen Bibel, vor allem die Offenbarung des Johannes im Neuen Testament. Manche Rastas schätzen aber auch die besonderen Bücher der äthiopischen Bibel, darunter das Äthiopische Henochbuch, das Buch der Jubiläen und das Kebra Negest. Außerdem spielen einige Texte der ersten Rastas wie The Promised Key von Leonard P. Howell oder die Holy Piby von Robert Athlyi Rogers eine Schlüsselrolle in der Entstehung der Rastafari-Bewegung.

## Religion
Rastas verwenden für Gott die Bezeichnung „Jah“ (in englischer Aussprache Dschah), eine Kurzform des hebräischen Gottesnamens JHWH. Unter den Rastafari herrscht die Auffassung, dass Gott drei Mal in Gestalt eines Menschen auf der Erde erschien: Die erste Inkarnation in der Gestalt des Melchisedek, die zweite als Jesus Christus und die dritte und letzte als Haile Selassie I., der die Sieben Siegel öffnet und das Armageddon (bei Rastas auch Armagideon genannt) einleitet. Haile Selassie gilt den Rastas als die in der Bibel angekündigte Wiederkehr Jesu Christi. Im Gegensatz zu Juden, Christen und Muslimen warten die Rastas demnach nicht mehr auf das (gegebenenfalls erneute) Erscheinen des Messias, sondern sehen dieses bereits durch die Krönung Haile Selassies als erfüllt an. Die oft benutzten Ausdrücke „Auserwählter Gottes“ und „Siegreicher Löwe von Juda“ sind jedoch nicht, wie oft angenommen, die Krönungstitel Selassies, sondern Teil eines Glaubensbekenntnisses, mit dem die äthiopischen Kaiser traditionell ihre Briefe eingeleitet haben.
Ein weiterer Grundsatz ist die Forderung nach Repatriierung, also der Rückkehr in die afrikanische Heimat ihrer Vorfahren, die als Sklaven nach Amerika verschleppt wurden. Äthiopien wird hierbei als Zion und Ort des ewigen Lebens angesehen – Jamaika, wohin die Vorfahren vieler Rastas als Sklaven verschleppt worden waren, dagegen als Hölle. Inzwischen wurde die körperliche Rückkehr nach Afrika in eine „spirituelle Rückkehr“ umgedeutet; dennoch sind einige Rastafari nach Afrika übergesiedelt und haben dort eigene Gemeinden gegründet, beispielsweise im äthiopischen Shashemene. Viele Rastafari akzeptieren allerdings ihr Leben auf Jamaika oder in anderen Ländern und streben nach einer „geistigen Rückkehr“ in die afrikanische Heimat. Es geht hierbei darum, den kulturellen Bruch, der durch die Versklavung ihrer Vorfahren entstand, zu überwinden, und sich positiv mit ihrer afrikanischen Herkunft zu identifizieren.

## Kultur

### Traditionelle Geschlechterrollen
Prinzipiell wird der Mensch als Individuum verstanden und somit auch die freie Meinung akzeptiert. Andererseits berufen sich manche Gruppierungen auf die strengen Reinheitsvorschriften des Alten Testaments. Es finden sich auch patriarchalische Strukturen; so wird z. B. der Frau die Pflicht auferlegt, ihren Kopf zu bedecken, ihren Mann zu umsorgen und ihm treu zu sein, auch wenn er selbst es nicht ist.

### Schwulen- und Lesben-Feindlichkeit
Das Ausüben von Homosexualität wird von vielen Rastafaris mit Verweis auf die Bibel abgelehnt. Die Musik einiger Rastafari-Künstler gerät seit Anfang der 2000er Jahre wegen homophober Texte, sogenannter Battyman-Tunes, in die Kritik. Manche, wie Buju Banton, haben sich erst im Verlauf ihrer Karriere zum Rastafarianismus bekannt und sind nur vor ihrer Konvertierung mit homophoben Texten aufgefallen. Die Homophobie mancher Liedtexte lässt sich daher möglicherweise weniger auf den Rastafarianismus zurückführen als auf die homophobe Kultur der jamaikanischen Gesellschaft.

### Ernährung, Genussmittel

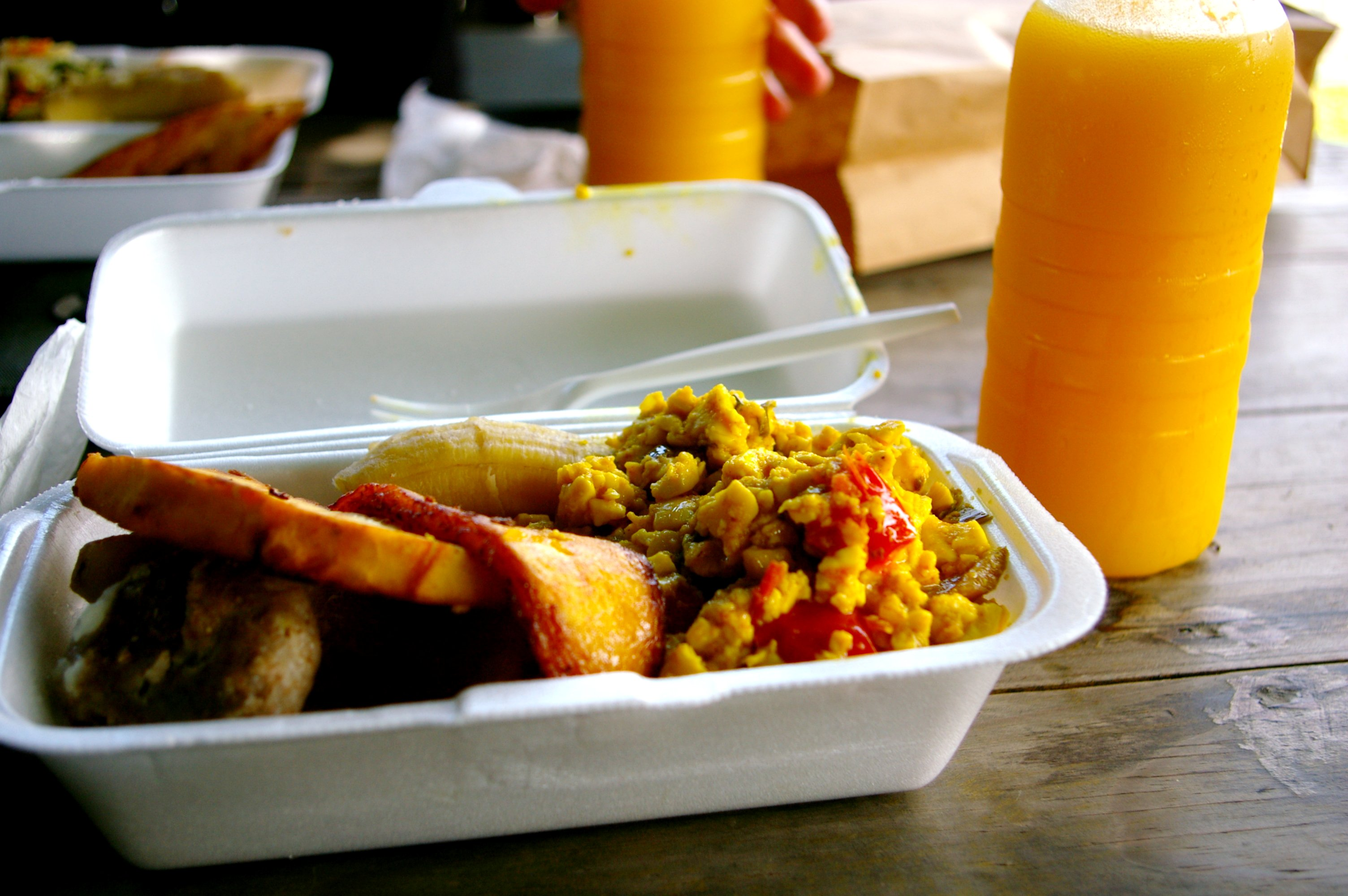
Itales Frühstück (u. a. mit Ackee, Kochbanane, Brotbaumfrucht und Mango-Ananassaft)

Grundsätzlich lehnen die Rastafarians Alkohol sowie Tabak sowie die in Levitikus verbotenen Speisen ab und ernähren sich in den meisten Fällen ohne tierische Produkte und Salz (I-tal). Sie glauben, dass sich der Mensch im Anfang der Schöpfung ausschließlich von Kräutern und Früchten ernährte. Dabei berufen sie sich auf 1 Mos 1,29 : „Und Gott sprach: Siehe, ich habe euch alles samentragende Kraut gegeben, das auf der Fläche der ganzen Erde ist, und jeden Baum, an dem samentragende Baumfrucht ist: es soll euch zur Nahrung dienen.“
Viele von ihnen, aber nicht alle, konsumieren gemeinsam auf rituelle Weise Cannabis als Rauschmittel bzw. Marihuana (Ganja), das sie zum Meditieren oder zum „Reasoning“, d. h. Nachdenken oder mit anderen debattieren, nutzen. In Anlehnung an Offb 22,2 , „die Blätter der Bäume dienen zur Heilung der Völker“, wird Hanf auch als healing of the nation, „Heilung der Völker“, bezeichnet. Konsumiert wird das Rauschmittel häufig mit einer Chalice.

### Körper

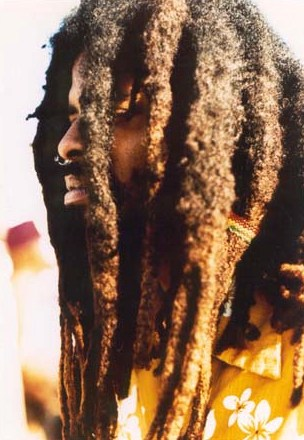
Rastaman mit Dreadlocks

Einige Rastafaris tragen Dreadlocks und ungestutzte Bärte als Ausdruck ihrer Verbundenheit mit Gott. Die Dreadlocks sind außerdem ein Symbol für Naturverbundenheit und erinnern an die Mähne des Löwen von Juda. Sie wurden ebenfalls als Symbol der Abgrenzung zu der westlichen Ästhetik der „weißen Unterdrücker“ und somit als Zeichen des Widerstands verstanden. Einige Rastafaris haben auch das Gelübde des Nasiräers abgelegt, was die charakteristischen Dreadlocks und die langen Bärte zur Folge hat.
Einige Rastas lehnen das Tragen von Körperschmuck (Piercings und Tattoos) ab.

### Weiße Rastas
Die Bewegung hat ihren Ursprung in der schwarzen Bevölkerung. Eine übergeordnete, umfassende Institution bzw. Kirche, die z. B. Glaubensgrundsätze festlegen könnte, fehlt im Rastafari-Glauben, so dass die Voraussetzungen für eine Zugehörigkeit zur Bewegung nicht klar festgelegt sind. Der bekannteste afrikanische Reggae-Sänger Alpha Blondy betont in einem Lied, dass es nicht nötig ist schwarz zu sein (nicht Dreadlocks zu haben, nicht Ganja zu rauchen), um ein Rasta zu sein.

### Reggae-Musik
International bekannt wurden die Rastafaris seit den 1970er Jahren hauptsächlich durch die Reggae-Musik, zum Beispiel von Bob Marley, Peter Tosh, Bunny Wailer und Dennis Brown. Auch im populären Dancehall-Reggae finden sich einige Musiker, die der Rastafari-Religion angehören, z. B. Capleton. Gleichzeitig stehen jedoch viele Rastas, z. B. bis vor kurzem die Bobo Ashanti, der Reggaemusik kritisch gegenüber oder lehnen sie kategorisch ab.

## Sprache
Die jamaikanischen Rastafari sprechen das auf der Insel übliche Patois, allerdings mit einer ganzen Reihe Rastafari-spezifischer Wörter versetzt, die von anderen Patois-Sprechern nicht gebraucht werden. Diese Wörter werden auch teilweise ins Englische eingesetzt.
Hauptmerkmal dieser Begriffe ist, dass sie mit einem meist großgeschriebenen „I“ verfremdet wurden, das sowohl das englische Wort „ich“ als auch die Ziffer „eins“ des römischen Zahlensystems symbolisiert, die im Titel Haile Selassies vorkommt. Die Rastafari-spezifische Sprache wird von Rastafarians selbst „Iyaric“ genannt.
Bekannte Beispiele sind „I and I“ für „ich“ bzw. „wir“. Durch die Vermeidung des Ausdrucks „du“ (also „me and you“) soll die Einheit der einzelnen Individuen untereinander und mit Gott ausgedrückt werden.
Einzelne Anhänger der Bewegung oder gemeinhin einzelne Personen nennt man dementsprechend Bredren bzw. Idren („Brüder“), bei weiblichen Rasta Sistren, Sister („Schwestern“), Daughter bzw. Iawata („Tochter“).
Viele Wörter oder Wortteile wurden auch durch ihr Gegenteil ersetzt. Das auffallendste Beispiel ist das Wort „verstehen“ – englisch „to understand“ – das von den Rastafarians durch „to overstand“ ersetzt wurde, da sie das ursprüngliche Wort als Atavismus aus der Sklaverei sehen und daher als erniedrigend empfinden. Ein weiteres Beispiel ist das Wort „cigarette“, das in englischer Aussprache als „see-garette“ verstanden werden kann. Da das Tabakrauchen als negativ und die Sicht trübend gilt, wird stattdessen „blindgarette“ verwendet. Auch werden Wörter dahingehend verändert, dass sie ihren „wahren Charakter“ offenbaren. Aus „television“ wird so „tell-lie-vision“ oder aus „Israelite“ „His-real-light“.
Eine geregelte Rechtschreibung für diese Begriffe existiert nicht, so dass unterschiedliche Schreibweisen gebräuchlich sind.
| Iyaric                   | Englisch          | Deutsch                                                           |
| ------------------------ | ----------------- | ----------------------------------------------------------------- |
| I and I                  | I, we             | ich, wir                                                          |
| Irie                     | free, happy, good | frei, glücklich, gut                                              |
| Ites                     | heights           | Höhen (spirituell; auch im Sinne von „high“ durch Cannabiskonsum) |
| I-tal                    | vital             | „ökologisch“ gekocht nach bestimmten Rasta-Regeln                 |
| Ises                     | praises           | Lobpreisungen                                                     |
| most I                   | most high         | Allerhöchster = Gott                                              |
| politricks               | politics          | Politik                                                           |
| baldhead                 | baldhead          | Kahlkopf = jemand ohne Dreadlocks = Unterdrücker                  |
| to overstand (Iverstand) | to understand     | verstehen                                                         |
| downpressor              | oppressor         | Unterdrücker                                                      |
| blindgaret               | cigarette         | Zigarette                                                         |
| truebrary                | library           | Bibliothek                                                        |
| shitstem                 | system            | (unterdrückendes, fehlerhaftes) System (vgl. Babylon-System)      |

## Politische Bedeutung
Trotz ihrer vornehmlich religiösen Ausrichtung begannen die Rastafari ab den 1940er Jahren, eine wachsende Rolle in der jamaikanischen Politik zu spielen. Eine mediale und programmatische Grundlage dafür schuf die von 1939 an erscheinende Zeitung New Times and Ethiopia News der Herausgeberin Sylvia Pankhurst, die intensiv über das Staatswesen und die Gesellschaft Äthiopiens berichtete. Zudem standen viele intellektuelle Protagonisten der Bewegung im Austausch mit den stärker politisch ausgerichteten Teilen der panafrikanischen Bewegung.
Beginnend mit den 1930er Jahren nutzten Rastafari Gerichtsprozesse, bei denen sie angeklagt waren, für öffentliche Ansprachen, die gerne von der Presse aufgegriffen wurden. Dabei ging es in erster Linie um die Anerkennung als eigenständige Religion, doch zunehmend formulierten die Rastafari dabei auch politische Aussagen, meist Kritik am Kolonialismus und an Befangenheit im Justizsystem, oder propagierten die eigene Zugehörigkeit zum äthiopischen Staat. Von den 1950er Jahren an organisierte die Bewegung auch öffentliche Versammlungen und Demonstrationszüge zur Verbreitung ihrer politischen Ansichten.
Der erste Versuch, ein eigenes, von der kolonialen Staatlichkeit autonomes Gemeinwesen zu bilden, dürfte die 1941 gegründete Kommune „Pinnacle“ unter der Führung von Leonard P. Howell gewesen sein, die über eine eigene Gesetzgebung sowie eine rudimentäre Krankenversicherung verfügte und deren Mitglieder zum Teil Steuerzahlungen an den jamaikanischen Staat bzw. die britische Kolonialverwaltung verweigerten. In den frühen 1950er Jahren wurde ein eigener Polizeidienst eingerichtet, der in einigen Fällen staatlichen Polizisten gewaltsam den Zutritt verwehrte. Andere Gruppen innerhalb der Bewegung versuchten sich mit eigenen Gerichtssystemen, der Ausgabe von passähnlichen Dokumenten oder der Beanspruchung der äthiopischen Staatsbürgerschaft vom jamaikanischen Staat zu lösen.
Das Verhältnis der Rastafari zur konkreten jamaikanischen Politik schwankte in den 1940er und 1950er Jahren zwischen Ablehnung wegen der als notorisch wahrgenommenen Unaufrichtigkeit und Korruption und einer aktiven Einflussnahme. So forderte Howell 1944 seine Anhänger zur Stimmabgabe für die People’s National Party (PNP) auf. Es blieb die einzige Aufforderung dieser Art. Dennoch wurden die Rastafari in der folgenden Zeit von der PNP als Wählerreservoire umworben. Im Gegenzug betrachtete die Jamaica Labour Party (JLP) als zweiter bedeutender Partei der Insel die Bewegung und insbesondere die Pinnacle-Kommune als Bedrohung. JLP-Gründer Alexander Bustamante ließ nach seinem Amtsantritt als Chief Minister im Jahr 1953 die Kommune auflösen. Auch kommunistische Gruppen suchten in den 1950er und 1960er Jahren den Austausch mit den Rastafari.
Die Strömung Bobo Ashanti innerhalb der Rastafari setzte sich bereits kurz nach ihrer Gründung 1958 massiv für eine „Repatriierung“ nach Afrika ein. Ihre Anhänger beriefen sich dabei insbesondere auf Artikel 15 der Allgemeinen Erklärung der Menschenrechte und formulierten mehrere entsprechende Aufrufe an die Vereinten Nationen, die jedoch keine Beachtung fanden. Dennoch nahm die blaue UN-Flagge in der Bildkultur von Bobo Ashanti einen bedeutenden Platz ein.
Von 1960 an begannen sich die Bewegung und der jamaikanische Staat anzunähern. Ein Baustein war eine in diesem Jahr publizierte Studie der University of the West Indies, die den Rastafari eine gewisse Legitimation als gesellschaftliche Gruppe zusprach. Im gleichen Jahr wirkten Vertreter der Rastafari offiziell an der Volkszählung in ihren Gemeinschaften mit. 1961 wurden drei Rastafari in einer Regierungsdelegation aufgenommen, die Afrika bereiste, um die Möglichkeiten für diplomatische Beziehungen zu dortigen Staaten auszuloten.